# Solis Planum

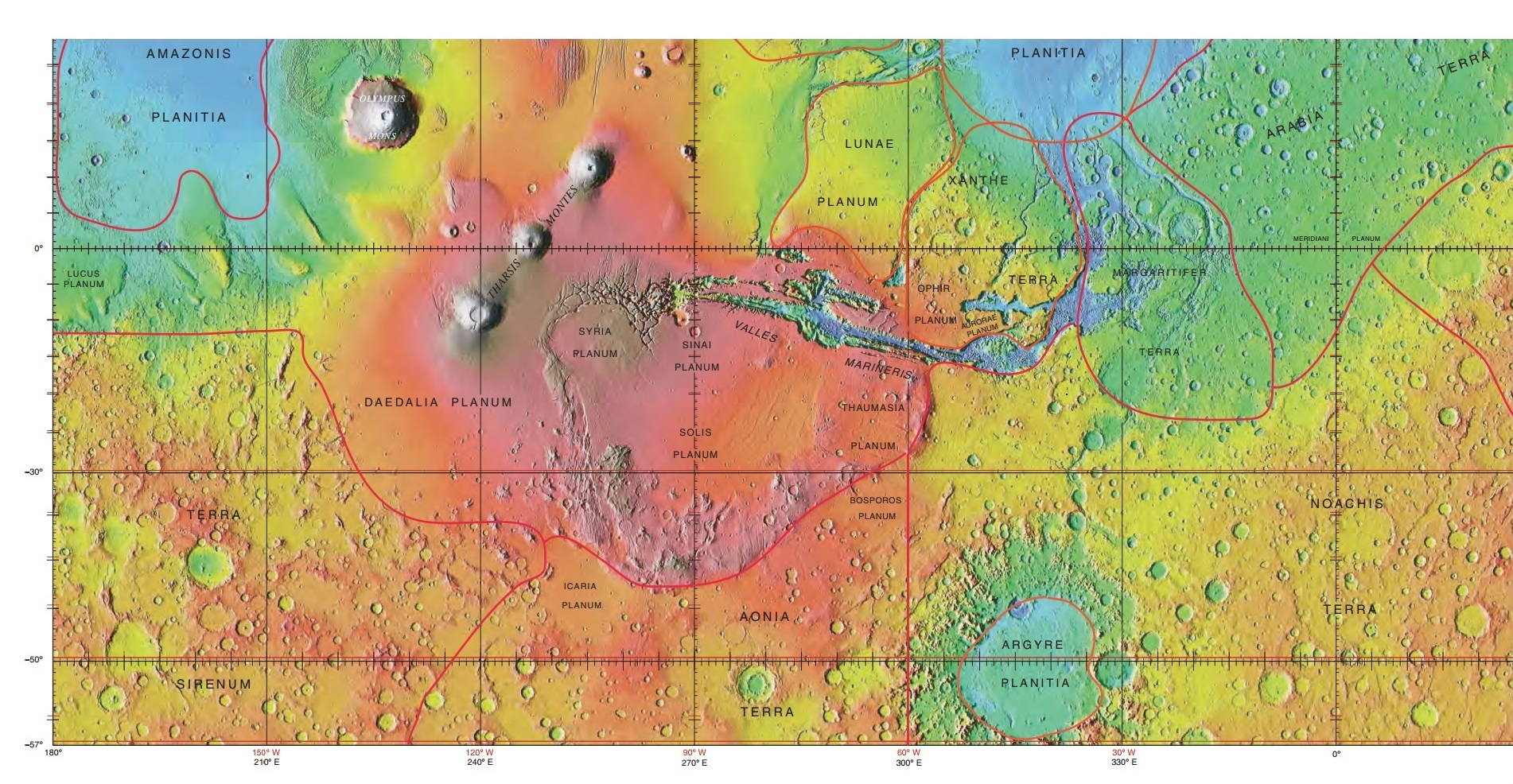
Mapa de MOLA que mostra Solis Planum i altres regions. Els colors indiquen les alçàries.

Solis Planum és un planum de Mart que té un diàmetre de 1811,23 km. La seva latitud central és de 26,4 S i la seva longitud central és de 270,33 E. Solis Planum va rebre el nom d'un clàssic nom de característica albedo i el seu nom es va aprovar el 1973.